# Kamnik
Kamnik (em alemão:  Stein in Oberkrain) é um município da Eslovênia. A sede do município fica na localidade de mesmo nome.